# Hans Hechler
Hans Hechler (Lebensdaten unbekannt) war ein Schweizer Autor des 16. Jahrhunderts.
Sein Fastnachtsspiel mit moralischem Nachspiel Ein hüpsch neüw Spil wie man alte weyber jung schmidet (in der Motivtradition des Jungbrunnens bzw. der Altweibermühle) wurde in Utzenstorf im Emmental zwischen 1531 und 1540 aufgeführt.

## Werke (Ausgaben)
- Ein hüpsch neüw Spil wie man alte weyber jung schmidet. H. Steyner, Augsburg 1540[2] (Digitalisat ÖNB = Google)
- Ein nüw kurtzwylig hüpsch Spyl / wie man alte Wyber jung schmidet. Fries, Zürich 1546[3]
- Ein hüpsch und kurtzweilig Spyl, wie man alte weiber jung schmidet, gar lustig zu lesen, wie dann zu Vtzistorff in Berner biet gelegen, von Bürgers Knaben gespilt ist worden. Jacob Frölich, Straßburg 1552 (Digitalisat ÖNB)
- Zusätzlich führt das VD16 (H 901 und ZV 7508) unter dem Autornamen Hans Hechler noch die Flugschrift Der Newen Welt Gattung / Schlag vnd eygenschafft. Von der Welt lauff / vnd Obentheür / Damit sie vmbg[ae]th für vnd für / Das ist hierinn zůsamen bracht / Jñ kurtze Reimen wol bedacht. Straßburg 1539 an. Diese Schrift stammt jedoch von Valentin Voigt. Vgl. den entsprechenden Artikel in Cinquecentine.de und VD16 ZV 22384.